# Micky Burn
 (août 2023).
Si vous disposez d'ouvrages ou d'articles de référence ou si vous connaissez des sites web de qualité traitant du thème abordé ici, merci de compléter l'article en donnant les références utiles à sa vérifiabilité et en les liant à la section « Notes et références ».
Pour les articles homonymes, voir Burn.
Micky Burn de son vrai nom Michael Clive Burn, est un journaliste, commando, et auteur anglais né le 11 décembre 1912 et mort le 3 septembre 2010. Il est connu pour son implication dans l'Opération Chariot à Saint-Nazaire.
Son autobiographie Turned Towards the Sun est publiée en 2003 et donne lieu à un film du même nom.